# António Ramalho Eanes
António dos Santos Ramalho Eanes (Alcains, 25 de enero de 1935) es un militar y político portugués, presidente de la República entre 1976 y 1986.
Militar con una larga carrera, se encontraba en Angola con el grado de mayor cuando estalló la Revolución de los Claveles de 1974. En ese momento se unió al Movimiento de las Fuerzas Armadas (MFA), que dirigía el proceso, regresando a Portugal y siendo nombrado presidente de la Radiotelevisão Portuguesa (RTP).
En 1976 se presentó a las elecciones a la Presidencia de la República, venciendo en la primera ronda con el 61,59 % de los votos. Fue reelegido en 1980 con el 56,44 %. A pesar de ser un independiente, contó con el apoyo principalmente de los votos de izquierda, lo cual le permitió obtener estas contundentes victorias.
En 1985 fundó el Partido Renovador Democrático, que obtuvo 17,9 % en las elecciones parlamentarias de 1985, que fue el mejor resultado obtenido por un partido no gobernante en la Tercera República Portuguesa. Eanes fue elegido presidente del PRD en 19 de agosto de 1986, aunque dimitió el 5 de agosto de 1987 debido a los malos resultados electorales en las elecciones parlamentarias de 1987.
En los comicios presidenciales de 1986 no se presentó a la reelección, apoyando junto a su Partido y al PCP al candidato Salgado Zenha. 
Actualmente, y como cualquier presidente que haya cumplido su mandato, forma parte del consejo de Estado de forma vitalicia.